# Linnaemya melancholica
Linnaemya melancholica là một loài ruồi trong họ Tachinidae.